# Daníel Bjarnason
Daníel Bjarnason (26 de febrero de 1979) es un compositor y director de orquesta islandés. Bjarnason estudió composición, piano y dirección en Reikiavik, ampliando sus estudios de dirección orquestal posteriormente en la Universidad de Música de Friburgo (Hochschule für Musik Freiburg). Ha compuesto obras para la Orquesta Filarmónica de Los Ángeles.
Obtuvo reconocimiento generalizado con su álbum debut, Processions (2010), declarando la publicación Time Out NY que Bjarnasson «crea un sonido que se acerca inquietantemente a definir el indefinible futuro de la música clásica."
Daníel Bjarnason es actualmente compositor residente en el sala de conciertos Muziekgebouw Frits Philips, Eindhoven, y fue artista residente la Orquesta Sinfónica de Islandia de 2015 a 2018. Su versatilidad le ha permitido colaborar con artistas de diferentes géneros, incluyendo a Ben Frost, Sigur Rós y Brian Eno.
Varios directores de orquesta han dirigido obras de Bjarnason, como Gustavo Dudamel, John Adams, André de Ridder, James Conlon, Louis Langrée e Ilan Volkov.
Recientemente, Bjarnason ha colaborado con la Orquesta Filarmónica de Los Ángeles, la Rambert Dance Company,, la Britten Sinfonia, la Orquesta Sinfónica de Cincinnati, So Percussion y el Calder Quartet. En agosto de 2017, fue comisario, compositor y director de orquesta en el Festival Reikiavic de la Filarmónica de Los Ángeles.

## Reconocimientos
Daníel Bjarnason ha recibido numerosas distinciones en los Premios Musicales de Islandia, incluyendo Canción del año (2015) por Ek ken di nag y Compositor del año (2013) por sus obras The Isle Is Full of Noises y Over Light Earth. Over Light Earth (2013) ganó el Premio Musical de Islandia al mejor CD de música clásica del año en 2013. También en 2013, ganó junto a Ben Frost el Premio Edda a la mejor banda sonora por la película islandesa The Deep, dirigida por Baltasar Kormákur. En 2010, Bjarnason fue nominado para el prestigioso Nordic Councill's Music Prize y ganó el Kraumur Music Award. Daníel has also been awarded a grant from the Kristján Eldjárn Memorial Fund.

## Discografía

### Álbumes
- Processions (2010) — Bedroom Community
- Sólaris (2011) — Bedroom Community
- Over Light Earth (2013) — Bedroom Community
- Djúpið (2017) — Bedroom Community

### Obras

#### Solista o conjunto de música de cámara pequeño
- 5 Chinese Poems (2001)
- 4 Seasons of Yosa Buson (2003)
- Skelja (2006)
- Fanfare for Harpa (2011)
- Four Anachronisms (2012)
- Qui Tollis (2013)
- Ek Ken Die Nag (2014)
- Stillshot (2015)

#### Orquesta de cámara
- All Sounds to Silence Come (2007)
- Over Light Earth (2012)

#### Orquesta
- Emergence (2011)
- Blow Bright (2013)
- Collider (2015)

#### Solista con orquesta
- Solitudes (2003)
- Sleep Variations (2005)
- Processions (2009)
- Bow to String (2010)
- Sólaris (2011)

#### Coro
- Enn Fagnar Heimur (2011)
- Ek Ken Die Nag (2014)

#### Coro y orquesta
- The Isle Is Full of Noises (2012)

#### Cantante solista con conjunto
- Larkin Songs (2010)

#### Ópera
- Brothers (2017)

#### Bandas sonoras
- Reykjavik Guesthouse (2003)
- Come To Harm (2011)
- The Deep (2012)
- Under The Tree (2017)

#### Música para danza
- Smáljón í Sjónmáli (2011)
- Frames - Alexander Whitley/Rambert

#### Colaboraciones
- Efterklang (Arreglo e interpretación en el proyecto "Efterklang, Daníel Bjarnason and their Messing Orchestra")
- Ben Frost (Sólaris, The Deep)
- Olivia Pedroli (Arreglo e interpretación en los álbumes "The Den" and "A Thin Line")
- Ólöf Arnalds (Arreglos en los álbumes "Við og við" and "Innundir Skinni")
- Hjaltalín (Arreglos e interpretación en el proyecto "Alpanon" con la Orquesta Sinfónica de Islandia)
- Sigur Rós (Arreglos en los álbumes "Valtari" and "Kveikur")